# Расколешти (Мехединци)
Расколешти (рум. Răscolești) насеље је у Румунији у жупанији Мехединци у општини Извору Барзиј. Место се налази на надморској висини од 101 m.

## Становништво
Према подацима из 2002. године у насељу је живело 141 становника, од којих су сви румунске националности.